# 阿伏至罗
阿伏至罗（?—507年），又名可至羅，是漠北高车副伏罗部首领，西域高车国创始者。
副伏罗部原本役属于柔然。487年，柔然可汗豆仑进攻北魏，阿伏至罗和从弟穷奇不愿跟随柔然对北魏作战，率西部高车十余万人，叛离柔然西迁，在车师前部（今新疆吐鲁番交河故城一带）西北，建立高车王国，自称候娄匐勒（大天子），统北部，以穷奇为候倍（储君），统南部。之后，联合北魏，多次击败柔然，使豆仑东徙；又向北魏进贡，一起夹击柔然。490年，派遣胡商越者至平城，以二箭贡奉。后与北魏使臣往来不绝。491年，阿伏至罗杀死亲柔然的高昌王阚首归，立汉人张孟明为高昌王，一度控制高昌等地，又征服了鄯善。其统治时期，高车东北至色楞格河一带，北达阿尔泰山，南面高昌、焉耆、鄯善臣服，西邻悦般，东与北魏相连，此时的蒙古高原，柔然衰微，高车强盛。之后，中亚的嚈哒，进攻高车，穷奇被杀，高车衰落。其长子想要谋逆自立，事泄被杀。阿伏至罗暴虐，大失人心，约507年左右，被臣下所杀。嚈哒杀死阿伏至罗的继承者跋利延，立穷奇的儿子弥俄突为王，高车成了嚈哒的附庸。
| 前任： — | 西部高车君主 487年—6世纪初 | 繼任： 跋利延 |